# Кам'яне (Дніпровський район)
Кам'яне́ — село в Україні, у Солонянській селищній територіальній громаді Дніпровського району Дніпропетровської області. Населення станом на 2021 рік — 645 мешканців.

## Географія
Село Кам'яне знаходиться на відстані 1 км від сіл Червонокам'яне і Новоселівка, за 4 км від смт Солоне. Через село проходить автомобільна дорога Н08 (Дніпро-Запоріжжя).

## Населення

### Мова
Розподіл населення за рідною мовою за даними перепису 2001 року:
| Мова            | Кількість | Відсоток |
| --------------- | --------- | -------- |
| українська      | 538       | 92.76%   |
| російська       | 38        | 6.55%    |
| білоруська      | 1         | 0.17%    |
| інші/не вказали | 3         | 0.52%    |
| Усього          | 580       | 100%     |

## Релігія
В селі розташований Храм Різдва Пресвятої Богородиці ПЦУ (вул. Петровського, 26).